# Helmut Bräundle-Falkensee
Helmut Bräundle-Falkensee (* 31. August 1950 in Wien; † 14. Oktober 2007 ebenda) war ein österreichischer Journalist, bildender Künstler sowie Gründer und erster Generalsekretär der Österreichischen Albert Schweitzer-Gesellschaft (ÖASG).

## Leben
Bräundle-Falkensee absolvierte zunächst eine Drogistenlehre, ehe er sich für den Beruf des Journalisten entschied. Er verließ Österreich und war zwei Jahre lang beim Springer Verlag in Hamburg beschäftigt. Nach seiner Rückkehr nach Österreich war er beim Kurier und bei den Niederösterreichischen Nachrichten tätig.
1977 heiratete er Johanna, geborene Gräfin Polzer-Hoditz, und entschloss sich nach der Geburt des gemeinsamen Sohnes Martin im Jahre 1979 als Grafiker und Texter selbständig zu werden. Nach der Geburt der Tochter Christiane 1981 entschloss sich die Familie 1983 von Wien nach Mödling zu übersiedeln.
Er fühlte sich schon von Jugend an dazu berufen, anderen Menschen zu helfen und versuchte zunächst zwei Jahre lang, das Lazarus Hilfswerk in Niederösterreich aufzubauen. 1984 gründete er schließlich gemeinsam mit einer Gruppe Gleichgesinnter die  Österreichische Albert Schweitzer Gesellschaft (ÖASG) zur Unterstützung des Albert Schweitzer-Urwaldhospitals in Lambaréné (Gabun), aus der sich im Laufe der Zeit eine anerkannte, weltweit agierende Hilfsorganisation entwickelte.
Helmut Bräundle-Falkensee war als freiberuflicher bildender Künstler für einige Magazine aus dem Bereich Kunst & Kultur tätig, in denen er Grafiken und Artikel veröffentlichte. In den Jahren 1974 bis 2004 fanden im In- und Ausland Ausstellungen seiner Werke statt und wegen seines Interesses für Heraldik und Phaleristik betätigte er sich mit Erfolg als Wappenzeichner.
Nachdem 2003 Diabetes diagnostiziert wurde, verschlechterte sich die körperliche Verfassung von Bräundle-Falkensee und nach mehreren Krankenhausaufenthalten verstarb er am 14. Oktober 2007.

## Auszeichnungen (Auswahl)
- Goldenes Verdienstzeichen der Republik Österreich
- Bundes-Ehrenzeichen der Republik Österreich
- Ehrenzeichen für Verdienste um das Bundesland Niederösterreich (Ausprägung unbekannt)